# Kenneth Grahame
Kenneth Grahame (Edinburgh (Schotland), 8 maart 1859 – Pangbourne (Berkshire), 6 juli 1932) was een Schots schrijver.
Grahame werd geboren in Edinburgh, Schotland. Hij werd beroemd met het klassieke kinderboek De wind in de wilgen (The Wind in the Willows, 1908, met illustraties van Ernest Shepard.)
Grahame werd al vroeg wees en woonde bij zijn grootmoeder in Engeland. Hij bezocht St. Edward's School in Oxford maar kon zich geen universiteitsstudie veroorloven. Hij werkte bij de Bank of England, een kantoorbaan die hij verafschuwde, tot hij in 1907 vanwege gezondheidsproblemen met pensioen ging en het plattelandsleven kon gaan leiden dat hij altijd al had gewenst. 